# Business FM
Business FM — первая деловая радиостанция в России, вещающая в формате all-news. Входит в состав медиахолдинга «Румедиа».

## История
Идея создания радиостанции принадлежала Дмитрию Солопову и Егору Альтману, которые занимались производством программ для радиоэфиров. Весной 2005 года главный редактор газеты «Бизнес» Юрий Кацман обсудил с Альтманом возможность создания на базе газеты деловой радиостанции. Осенью того же года проект получил развитие, когда генеральным директором издательского дома «Московские новости» был назначен Даниил Купсин. Весной 2006 года началась работа по приобретению частоты радио «Арсенал» для запуска первого в России бизнес-радио.
Вещание станции началось 1 марта 2007 года в Москве. Консультантом проекта выступил журналист Сергей Корзун. Бренд, название, логотип и фирменный стиль были разработаны командой Альтмана и Солопова (рекламный синдикат «Идальго»). Главный слоган «Держитесь курса» придумал руководитель портала Утро.ру Михаил Гуревич. По словам Дмитрия Солопова, слоган имеет двойное значение: «будьте с нами, держитесь курса», а также «держитесь правильного, делового курса».
Формат вещания и концепцию эфирной сетки предложил Илья Копелевич, ставший впоследствии главным редактором радиостанции. Проект оказался коммерчески успешным с первого года работы: к концу 2007 года его рейтинг превысил 3 % аудитории, что позволило выйти на самоокупаемость. В формировании редакции ключевую роль сыграл информационный директор Андрей Вишневский.
21 апреля 2011 года РСПП наградил Business FM, признав радиостанцию лучшим СМИ в России в области деловой журналистики.

## Аудитория
Согласно данным Mediascope за апрель — июнь 2019 года, ежедневная аудитория Business FM в Москве составляла 560 тыс. человек (5,1 %), а еженедельная — 1,25 млн человек (11,5 %). Доля радиостанции на рынке (AQH Share) составляла 2,0 %.

## Формат вещания
Радиостанция Business FM первой в России реализовала концепцию Breaking News — срочные новости выходят в эфир сразу после их появления в лентах информационных агентств. Согласно исследованиям факультета журналистики МГУ, Business FM, наряду с «Коммерсантъ FM», является одной из двух радиостанций в России, полностью выдерживающих формат all-news (все новости). Эфир построен по принципу линейного вещания, создавая ощущение непрерывного информационного потока, к которому слушатель может подключиться в любой момент.
Каждые 15 минут в эфире звучит обзор текущих событий в России и мире, новости рынков (котировки ценных бумаг, курсы валют, цены на сырьё), а также информация о кадровых перестановках и погода в финансовых столицах.
Каждые 30 минут — новости ведущих российских и зарубежных компаний, а также мониторинг деловой прессы.

## Программы

### Аналитические программы
- «Биржи» с Григорием Бегларяном
- «Индекс риска» с Надей Грошевой
- «Специальное расследование»

### Тематические рубрики
- «Прогноз погоды»
- «Business FM Мониторинг»
- «Тест-драйв» с Еленой Лисовской
- «Недвижимость» с Валерией Мозгановой
- «Покупки» с Кирой Альтман
- «Сумма технологий» с Денисом Самсоновым
- «Между делом» с Кирой Альтман
- «Дело вкуса» с Катей Калиной

### Короткие рубрики
- «История брендов»
- «Деньги»
- «Funny Money — деньги без счёта»
- «Так поступают миллиардеры»
- «Герои нашего времени»
- «О ком это? Лица российского бизнеса»
- «Простые вещи»
- «Биржи. Как это было?»
- «Великие мошенники»
- «Реклама — наша профессия»